# Unione montana Spettabile Reggenza dei Sette Comuni
L'Unione montana Spettabile Reggenza dei Sette Comuni è un'unione montana veneta della provincia di Vicenza. È composta da 7 comuni:
- Asiago (dove si trova la sede)
- Enego
- Foza
- Gallio
- Lusiana Conco
- Roana
- Rotzo